# Лаптева, Наталья Фёдоровна
Наталья Фёдоровна Лаптева (14 сентября 1920 года, деревня Лебедки, Смоленская губерния) — советская работница легкой промышленности, ткачиха, Герой Социалистического Труда.

## Биография
Родилась 14 сентября 1920 года в деревне Лебедки (ныне - Гагаринского района Смоленской области). С 1933 года жила в Ленинграде, окончила там девять классов школы. С 1937 года работала ткачихой на Ленинградском комбинате тонких и технических сукон. Участвовала в боях Великой Отечественной войны. После её окончания вернулась на работу на тот же комбинат.
Будучи ткачихой, Лаптева постоянно демонстрировала высокие показатели в работе, внедряла передовые методы в производство. Седьмую пятилетку ей удалось завершить всего за год и два месяца. Кроме того, избиралась депутатом Верховного Совета СССР пятого созыва, членом обкома и райкома, делегатом съездов.
Указом Президиума Верховного Совета СССР от 9 июня 1966 года за «выдающиеся заслуги в выполнении семилетнего плана и достижение высоких технико-экономических показателей по производству тканей, трикотажа, обуви, швейных изделий и другой продукции легкой промышленности» Наталья Лаптева была удостоена высокого звания Героя Социалистического Труда с вручением ордена Ленина и золотой медали «Серп и Молот».
Н. Ф. Лаптева активно участвовала в общественной жизни. Избиралась делегатом XXII съезда КПСС, XIV съезда профсоюзов СССР, членом Ленинградского обкома, Невского райкома партии. Почетный гражданин поселка Ульяновка Ленинградской области.
С 1980 года являлась пенсионеркой и жила в Ленинграде (ныне Санкт-Петербург).
В 1980 году Лаптева вышла на пенсию.
Награждена также двумя орденами Ленина, орденом Отечественной войны 2-й степени и рядом медалей.